# Granica indonezyjsko-papuańska
Granica indonezyjsko-papuańska – granica państwowa, pomiędzy Indonezją oraz Papuą-Nową Gwineą, ciągnąca się na długości 820 km przez wyspę Nowa Gwinea.

## Historia

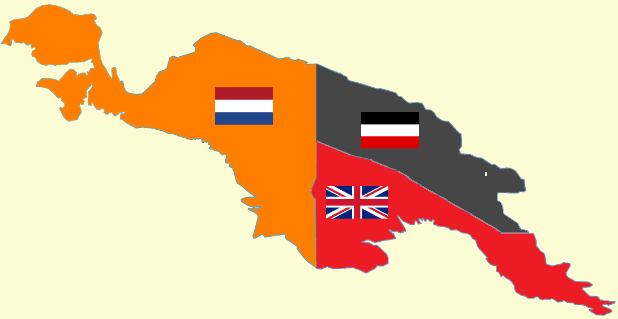
Podział wyspy w latach 1884–1900Podział wyspy w latach 1901–1919

Granica powstała w 1848 roku, a w obecnym kształcie istnieje od roku 1949. Jest to spadek po okresie kolonializmu; pierwotnie oddzielała Holenderskie Indie Wschodnie od terytoriów skolonizowanych przez Wielką Brytanię (terytorium Papui) i Niemcy (Ziemia Cesarza Wilhelma), a później zależnych od Australii (Nowa Gwinea Australijska). Jest jedyną lądową granicą państwową kraju leżącego w Oceanii.

## Przebieg
Granica zaczyna swój bieg na północy, u wybrzeży Oceanu Spokojnego i biegnie po linii prostej wzdłuż południka 141°E. W miejscu, gdzie ów południk przecina rzekę Fly, granica biegnie dalej jej korytem w kierunku południowym, wracając znów do południka 141°E. Dalej granica znów biegnie po linii prostej do wybrzeża Morza Arafura, jednakże około 2 km na wschód od wspomnianego południka.

## Przejścia graniczne
Obecnie istnieje jedno oficjalne, międzynarodowe przejście graniczne między Indonezją a Papuą-Nową Gwineą, łączące Jayapurę (Indonezja, w Skouw) z Vanimo (Papua-Nowa Gwinea). Jest to jedno z czterech wyznaczonych międzynarodowych punktów wjazdu do Papui-Nowej Gwinei, obok Portu lotniczego Port Moresby w Port Moresby, Daru oraz Port lotniczego w Mount Hagen. Informacje na temat dodatkowych posterunków granicznych w miejscowościach takich jak Waris (rejon Keerom), Sota i Torasi (rejon Merauke), a także budowy posterunku w Yetetkun (rejon Boven Digoel), są ograniczone i niejednoznaczne.